# Найъл Хоран
Найъл Джеймс Хоран (на английски: Niall James Horan) е певец и член на британско-ирландската бой банда Уан Дайрекшън.

## Биография
Найъл Хоран е роден на 13 септември 1993 г. в Мълингар, Република Ирландия. Син на Маура Галахар и Боби Хоран. Има по-голям брат Грег. Бивш ученик е на мъжкото християнско училище „Coláiste Mhuire“, където участва в училищния хор. Когато е на 5 години родителите му се развеждат. В продължение на няколко години с брат му живеят за по няколко месеца първо при майка си, а после при баща си. Накрая двамата решават да останат за постоянно в дома на баща си в Мълингар. Майка им е омъжена повторно и живее в Еджуърстаун, Лонгфорд. За една Коледа Найъл получава китара като подарък и бързо се научава да свири на нея. Днес казва, че това е най-добрият подарък, който някога е получавал за Коледа.
Някои от любимите му изпълнители са Франк Синатра, Дийн Мартин и Майкъл Бубле.

## The X Factor
През 2010 г. Найъл е на 16 години и се явява на прослушване като соло артист в седмия сезон на британското музикално реалити шоу X Factor. От съдиите Саймън Кауъл и Луи Уолш му казват „да“ веднага, но Шерил Кол му дава „не“. Решението остава в госта съдията Кейти Пери. В началото тя не е съгласна да го допусне, но после размисля. Хоран успява да се справи с всички етапи в тренировъчните лагери без последния и най-важен. Той не е допуснат да премине до къщите на съдиите. Точно когато е готов да си замине обратно към Мълингар той е повикан отново с още четири момчета – Луи Томлинсън, Лиам Пейн, Хари Стайлс и Зейн Малик. Известната певица и гост съдия Никол Шерзингер им съобщава, че те са избрани да продължат в шоуто като група по решение на съдиите. Петимата приемат веднага. Момчетата преминават през къщата на Саймън и той ги допуска до шоутата на живо, където нито веднъж не остават на елиминация. Завършват трети.

## Дискография
- Flicker (2017)
- Heartbreak Weather (2020)

|  | Тази страница частично или изцяло представлява превод на страницата List of One Direction members#Niall Horan в Уикипедия на английски. Оригиналният текст, както и този превод, са защитени от Лиценза „Криейтив Комънс – Признание – Споделяне на споделеното“, а за съдържание, създадено преди юни 2009 година – от Лиценза за свободна документация на ГНУ. Прегледайте историята на редакциите на оригиналната страница, както и на преводната страница, за да видите списъка на съавторите. ВАЖНО: Този шаблон се отнася единствено до авторските права върху съдържанието на статията. Добавянето му не отменя изискването да се посочват конкретни източници на твърденията, които да бъдат благонадеждни. |